# تپه بایر
تپه بایر مربوط به دوران‌های تاریخی پس از اسلام است و در شهرستان خدابنده، بخش سجاسرود، روستای چنگور واقع شده و این اثر در تاریخ ۱۰ دی ۱۳۸۱ با شمارهٔ ثبت ۶۷۰۴ به‌عنوان یکی از آثار ملی ایران به ثبت رسیده‌است.